# Leichtflüssigkeitsabscheider

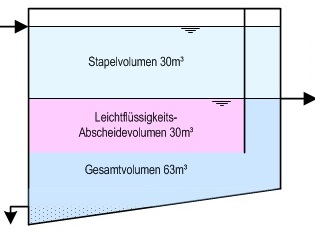
Schema Leichtflüssigkeitsabscheider

Eine Leichtflüssigkeitsabscheideranlage (umgangssprachlich auch als Ölabscheider, Benzinabscheider oder Mineralölabscheider bezeichnet) ist eine Abwasserbehandlungsanlage in Form eines Beckens, in dem Leichtflüssigkeiten (z. B. Öle) durch Aufschwimmen und Rückhaltung an einer Tauchwand abgeschieden werden. Das verunreinigte Abwasser strömt unter der Tauchwand hindurch, wobei Leichtflüssigkeiten und Öltröpfchen aufschwimmen und die Tauchwand nicht passieren können. Der Begriff „Ölabscheider“ wird umgangssprachlich auch für Ölnebelabscheider verwendet (z. B. für den Ölabscheider im Auto).

## Funktion
Das Funktionsprinzip des Ölabscheiders beruht auf der schwierigen Mischbarkeit von Öl (bzw. Benzin) und Wasser und dem Dichteunterschied dieser organischen Bestandteile zum Wasser, d. h. die spezifisch leichtere Organikphase schwimmt auf und sammelt sich auf der Wasseroberfläche. Die so im Ölabscheider separierten Leichtflüssigkeiten können dann abgesaugt und entsorgt werden. So ist eine Reinigungsleistung von 100 mg/l Restgehalt möglich.

### Koaleszenzabscheider
Eine Weiterentwicklung von herkömmlichen Benzinabscheidern sind Koaleszenzabscheider. Die Wirkung dieser Anlagen beruht auf dem Prinzip der Koaleszenz, d. h. das Zusammenfließen von kleinen Ölpartikeln zu großen Öltropfen wird begünstigt. Damit können auch kleinste Öltröpfchen nach dem Schwerkraftprinzip aufschwimmen und abgetrennt werden. So wird eine Reinigungsleistung von bis zu 5 mg/l erreicht.

### Wirbelabscheider
Der Wirbelabscheider vereint die Funktionen des Koaleszenzabscheiders, Lamellenabscheiders und Sedimentationsbeckens. Das tangential eintretende Abwasser wird dabei in einem Spiralsystem geführt. Öle und Öltröpfchen können durch die im Vergleich zum Wasser geringere Dichte aufschwimmen. Dabei dient die große spiralförmige, mit auf der Innenwand ölanziehendem Materialkomposit beschichtete Oberfläche als Koaleszenzfläche. Die Öle sammeln sich in der Spiralmitte und können von der Oberfläche abgeführt werden. Die Feststoffe werden durch die Zirkulation nach außen gedrückt, vom Öl getrennt und sinken zu Boden. Sie können aus dem trichterförmigen Boden des Wirbelabscheiders abgelassen oder ausgepumpt werden.

## System
Eine Abscheideranlage besteht aus einem Schlammfang, dem Abscheider und der Probeentnahme.

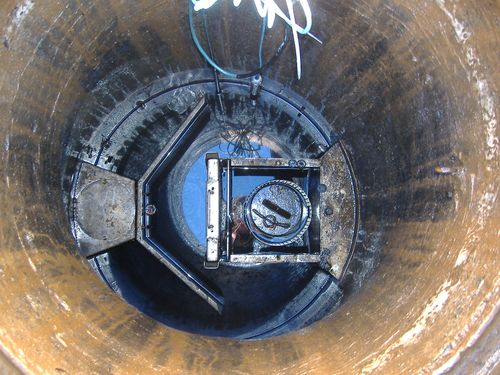
Blick von oben in einen Benzinabscheider

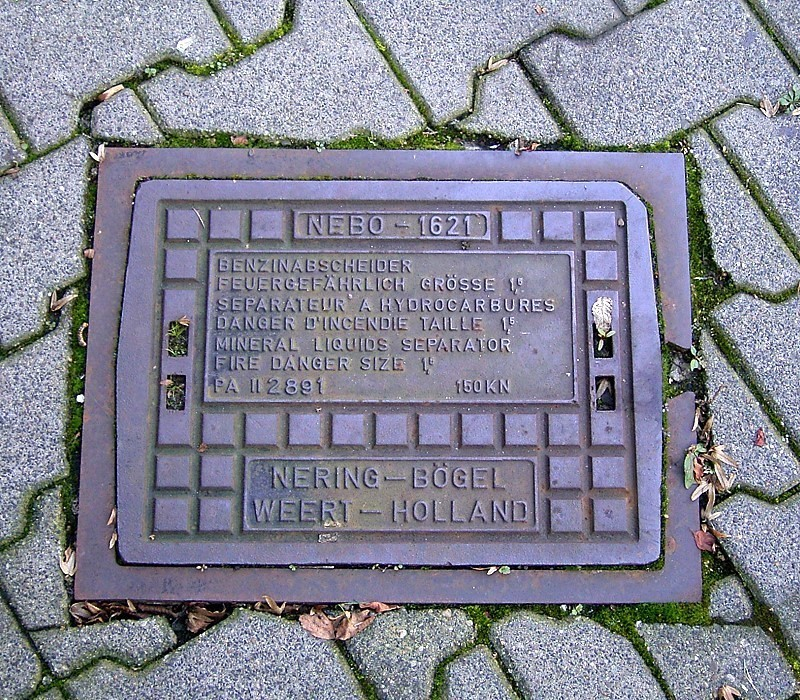
Ein alter Deckel

Der Schlammfang ist ein Becken, dessen Größe in der Norm festgelegt wird. Das Mindestvolumen ist 600 Liter. Übliche Größen sind 650 Liter (bis NS 3), 2500 Liter (ab NS 3) und 5000 Liter. Der Schlammfang muss heute über eine Beschichtung verfügen, eine geschlossene Abdeckung und im Zulauf ein Prallblech besitzen, damit sich das Wasser im Schlammfang beruhigen kann und sich der Schlamm absetzt.
Dann folgt die Abscheidereinheit. Um das unkontrollierte Austreten von Ölen durch den Ablauf des Abscheiders (bei Erreichen einer zu großen Menge abgeschiedenen Öles) zu verhindern, ist es erforderlich, dass ein Schwimmer im Abscheider vor Erreichen dieser bestimmten Menge abgeschiedenem Öl mechanisch den Ablauf des Abscheiders verschließt. Dieser Automatismus wird als selbsttätiger Abschluss bezeichnet. Der Schwimmer ist auf die Dichte der zu erwartenden Leichtflüssigkeiten (beispielsweise 0,85 g/cm³) tariert. Ältere Benzinabscheider ohne diese Einrichtung sind heute nicht mehr zulässig.
Außerdem sollte die Abscheideranlage eine Überhöhung gegenüber dem niedrigsten Zulaufpunkt bzw. bei regenbeaufschlagten Flächen der niedrigste Regenstaukante und ablaufseitig der Rückstauebene besitzen.
Heute ist grundsätzlich eine Warnanlage vorgeschrieben. Diese Warnanlage besteht aus einer Steuereinheit und zwei Sonden, eine Sonde für den Aufstau und einer Sonde für die Messung der Schichtstärke der Leichtflüssigkeit. Die Ausgabe der Warnmeldung erfolgt über eine Leuchte und einen Warnton. Alle Anlagenteile, die im Abscheider befestigt werden, müssen explosionsgeschützt sein und eine ATEX-Zulassung besitzen.
Das System muss ausreichend dimensioniert sein, um im Havariefall die anfallende Leichtflüssigkeit zurückhalten zu können.
Die höchste Reinigungsleistung erzielt eine Abscheideranlage in einer sogenannten „S-B-K-P“-Anlage. Die Kombination eines Koaleszenzabscheiders mit vorgeschaltetem Benzinabscheider.
Ein speziell für große Abwasserströme geeigneter Abscheider ist der „API-Ölabscheider“. Es ist ein Gerät, das große Mengen Öl und gelöste Feststoffe vom Abwasser von (petro)chemischen und anderen Industrieanlagen trennen soll.
Hinter der Abscheidereinheit ist ein Probeentnahmeschacht vorzusehen. Probenahmeeinrichtungen in Form eines Saugschlauches sind heute nicht mehr zulässig. Der Probeentnahmeschacht ist ähnlich einem Kanalschacht, hat jedoch im Gerinne einen Gefällesturz, der es ermöglicht, mit einer genormten Probenahmeflasche aus dem „fließenden Abwasserstrom“ eine repräsentative Probe zu entnehmen.

## Einsatzzweck und -orte
Ölabscheider sind bei allen Flächen, wo wassergefährdende Stoffe in Form von Leichtflüssigkeiten anfallen, erforderlich, um diese Schadstoffe so weit aus dem Schmutzwasser abzutrennen und in der Anlage zurückzuhalten, dass es an Entsorgungseinrichtungen wie etwa die öffentliche Abwasserkanalisation oder möglicherweise sogar in ein Gewässer abgegeben werden darf. Manche Entsorgungsträger schreiben in ihrer Abwassersatzung daher den Betrieb eines Leichtflüssigkeitsabscheiders oder solche Grenzwerte eingeleiteter Stoffe vor, dass sie nur über eine solche Abwasservorbehandlung erreichbar sind. Betroffen sind beispielsweise Tankstellen, Kfz-Werkstätten, Waschplätze für Autos oder Landmaschinen oder andere Werksbetriebe. Bei der Entwässerung solcher Anlagen über Ölabscheider in ein Gewässer haben sie in Deutschland weitere Anforderungen zu erfüllen wie einen abwasserfreien Werkstattbetrieb, eine Kreislaufführung des Waschwassers, weitgehende Trennung von Niederschlagswasser und eine Beschränkung auf die Verwendung abscheidefreundlicher Reinigungsmittel; nach Vorbehandlung darf der Liter Abwasser höchstens 20 mg Kohlenwasserstoff (also Öle) enthalten, wobei dieser Grenzwert beim Betrieb einer bauaufsichtlich zugelassenen und nach dem Stand der Technik betriebenen Abscheideanlage als eingehalten gilt.

## Wartung, Kontrolle und einschlägige Normen
Bevor mehr Leichtflüssigkeit im Abscheider ist, als er ohne Funktionsbeeinträchtigung fassen kann, ist sie aus der Anlage zu entsorgen. Diese ölhaltigen festen, schlammigen oder flüssigen Stoffe sind sämtlich gefährliche Abfälle (Abfallschlüssel 130501* bis 130508* gemäß Europäischem Abfallartenkatalog). Damit dieser Entsorgungszeitpunkt oder eine Störung zuverlässig und rechtzeitig erkannt wird, schreiben technische Normen Kontrollen und die Wartung der Anlage vor. Unterschieden werden die
- Eigenkontrolle nach erfolgreicher Sachkundeschulung durch eine eingewiesene Person und die
- halbjährliche Wartung, die von einem Sachkundigen der Abscheidertechnik übernommen werden sollte.

Beide sind im Betriebstagebuch zu dokumentieren.

### Deutschland

#### Monatliche Kontrolle
In Deutschland richtet sich die Wartung nach der DIN 1999-100/200.
Verpflichtend ist die monatliche Kontrolle durch einen Sachkundigen (DIN 1999-100 Punkt 14.3) mit
- Messung von Schichtdicke bzw. Volumen der abgeschiedenen Leichtflüssigkeit
- Messung des Schlammspiegels bzw. -volumens
- Kontrolle Funktionsfähigkeit des selbsttätigen Abschlusses des Abscheider (der den Abscheider blockiert, wenn das Sammelvolumen erschöpft ist) oder soweit vorhanden der Alarmeinrichtung, die die Erschöpfung der Sammelkapazität anzeigt. Letzteres ist erst 6 Monate nach einer Generalinspektion wieder nötig.
- Sichtkontrolle von Wasserstand vor und hinter Koaleszenzeinsatz während Durchfluss um ggf. Verstopfung des Einsatzes festzustellen.
- Kontrolle von ev. Sonderkonstruktionen

#### Halbjährliche Wartung
Verpflichtend ist gemäß Punkt 14.4 der Norm auch eine halbjährliche Wartung durch einen Sachkundigen mit
- Kontrolle des Koaleszenzeinsatzes mit Reinigung oder Austausch nach Angaben des Herstellers
- soweit erforderlich Reinigung und Leerung
- soweit vorhanden Reinigung der Ablaufrinne im Probeentnahmeschacht

Die Wartungsperiode kann auf maximal 12 Monate ausgedehnt werden, wenn die Anlage nur der Absicherung von Flächen und Anlagen dient oder der Behandlung von Regenwasser.

#### Sachkundiger
Die notwendige Sachkunde kann durch eine zu dokumentierende Einweisung durch den Hersteller, Sachverständigenorganisationen auf dem Gebiet des Abscheiderwesens, Handwerkskammern oder Berufsverbände erworben werden (Punkt 14.7 der Norm).

#### Generalinspektion
Vor der Inbetriebnahme und alle 5 Jahre ist jeder Betreiber einer Abscheideranlage zu einer umfassenden Generalinspektion durch einen Fachkundigen verpflichtet. Diese Prüfung umfasst auch die Dichtigkeit und alle technischen Teile vom Zustand der Innenwand bis zu der Tarierung der selbstständigen Verschlussanlage. Auch das Betriebstagebuch und die Vorhaltung der technischen Unterlagen und Genehmigungen und die Nachweise über die Entsorgung der abgeschiedenen Inhalte der Anlage werden geprüft. Zu beurteilen ist auch der tatsächliche Abwasseranfall nach Herkunft, Menge, Stoffen, Wasch- und Reinigungsmittel, Betriebs- und Hilfsstoffe, Einhaltung von Randbedingungen und in Bezug zu diesem festgestellten Abwasseranfall die Eignung, Leistungsfähigkeit und Bemessung der Abscheideanlage. Mängel sind im umfassenden Prüfbericht festzuhalten und ggf. in Absprache mit der zuständigen Behörde zu beseitigen (Punkt 14.6 der Norm).
Bei der Dichtheitsprüfung wird die Abscheideranlage i. d. R. bis Unterkante Deckel gefüllt. Ein häufiger Grund für die Undichtigkeit von Abscheideanlagen liegt oft in der mangelhaften Ausführung der Verfugung im Bereich des Schachtaufbaus.
Auch bei mangelfreien Anlagen sind die Prüfberichte ebenso wie das Betriebstagebuch aufzubewahren und auf Verlangen den zuständigen Aufsichtsbehörden oder den Betreibern der jeweiligen kommunalen Abwasseranlagen vorzulegen (Punkt 14.7 der Norm).
Für die Warneinrichtung ist neben DIN 1999-100 auch die europäische Norm EN 858-2 zu beachten.

#### Selbsttätige Warneinrichtung
Nach DIN EN 858-1 6.5.4 müssen Abscheideranlagen mit einer selbsttätigen Warneinrichtung ausgerüstet sein. Nach DIN 1999-100 5.7 kann auf eine Warneinrichtung verzichtet werden, wenn ausgeschlossen ist, dass Leichtflüssigkeit aus der Anlage und den Schachtaufbauten austreten kann. Warneinrichtungen überwachen mit Hilfe eines Sensors die Ölschicht und geben Alarm, bevor der selbsttätige Abschluss schließt. Der Alarm wird über Kabel aus dem Abscheider zum Anzeigegerät übermittelt. Bei der Funkwarnanlage erfolgt die Datenübertragung der Messwerte vom Sensor (im Abscheider) zur Auswerteeinheit (im Gebäude) über eine 2,4-Gigahertz-Funkverbindung. Die Warnanlage unterliegt einer Regelprüfung, an Tankstellen alle fünf Jahre, alle anderen sind alle 3 Jahre zu prüfen.

#### Überhöhung
Kann eine Überhöhung  gegenüber dem niedrigsten Zulaufpunkt nicht eingehalten werden, so muss bei Altanlagen eine Warneinrichtung für Leichtflüssigkeiten eingebaut werden (siehe 5.3 EN 858 T2); für Neuanlagen gilt grundsätzlich die Norm EN 858-1 in der Fassung von 2004. Eine  Absprache mit der Unteren Wasserbehörde ist nötig.

## Geschichte

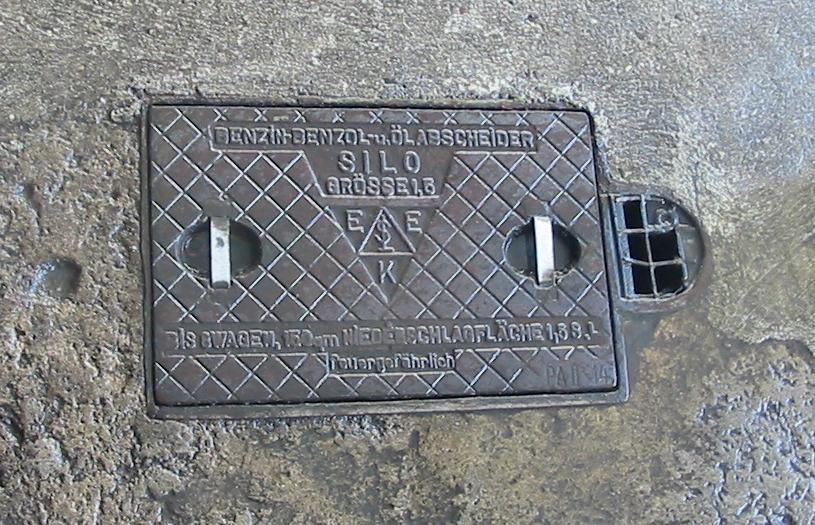
Alter Abscheider mit Einlauf

Die ersten Ölabscheider waren kleine Gusstöpfe, die in die Entwässerung eingebunden wurden. Einzelne finden sich noch heute, z. B. an alten stillgelegten Tankstellen oder auf Garagenhöfen.
Später baute man einen Schlammfang als Betonschacht davor. Daraus hat sich dann die Bauform aus Stahlbeton in einem Schachtbauwerk mit einer Beschichtung und Innenbauteilen entwickelt. Diese Bauform hat sich bis in die heutige Zeit bewährt.
Wurden früher auch Anlagen in Ortbetonbauweise errichtet, können heute nur noch Anlagen verwendet werden, die eine bauaufsichtliche Zulassung haben und daher in einem Werk hergestellt werden.

## Besonderheiten
Eine Sonderform der Ölabscheider sind die so genannten Ölskimmer. Diese entfernen aufschwemmende Öle und Fett von Flüssigkeitsoberflächen mittels eines Mitnehmers. Dieser sammelt das Öl oder Fett von der Oberfläche und wird durch Abstreifer im Gerät gereinigt. Das entfernte Öl / Fett wird dann in einem separaten Behälter gesammelt.
Zum Behandeln einer Emulsion ist die Abscheideranlage nicht geeignet. Dann muss eine Emulsionsspaltanlage nachgeschaltet werden.
Spezielle, meist mobile Ölabscheider finden Verwendung bei der Sanierung von beispielsweise Mineralölunfällen (hydraulische Sanierung).

## Normen
Die technischen Normen für Ölabscheider sind die EN 858-1 und EN 858-2 sowie die Deutschen (Rest-)Normen DIN 1999-100 und DIN 1999-101:
- DIN EN 858-1  Abscheideranlagen für Leichtflüssigkeiten (z. B. Öl und Benzin) – Teil 1: Bau-, Funktions- und Prüfgrundsätze, Kennzeichnung und Güteüberwachung; Deutsche Fassung EN 858-1:2002 + A1:2004
- DIN EN 858-2  Abscheideranlagen für Leichtflüssigkeiten (z. B. Öl und Benzin) – Teil 2: Wahl der Nenngröße, Einbau, Betrieb und Wartung; Deutsche Fassung EN 858-2:2003
- DIN 1999-100  Abscheideranlagen für Leichtflüssigkeiten – Teil 100: Anforderungen für die Anwendung von Abscheideranlagen nach DIN EN 858-1 und DIN EN 858-2

## Technische Grenzen
Ein Ölabscheider trennt zwei nicht mischbare Flüssigkeiten mechanisch voneinander. Zu beachten ist, dass die Trennung der Phasen bis hin zum Gleichgewichtszustand und der Bildung stabiler Phasen mit einer klar definierten Grenzlinie einiges an Zeit benötigt und somit einiges an Standzeit der Flüssigkeiten, die im Zufluss noch vermischt sind, notwendig ist. Ansonsten bilden sich instabile Emulsionen ohne klare Grenzlinie, die eine Separierung der beiden flüssigen Phasen durch Absaugen oder Tauchwände erschwert.
Ein Ölabscheider kann außerdem in keinem Fall das im Wasser gelöste Öl abtrennen. Die Löslichkeiten kleinerer Moleküle wie Butan oder Pentan ist aber erheblich (etwa 40 mg/l für Pentan und 60 mg/l für Butan), höhere Alkane und Fette sind allerdings wesentlich schlechter löslich.